# 西科達邦縣
西科達邦縣 (寮語: ເມືອງສີໂຄດຕະບອງ) 是寮國永珍地區的一個縣。該縣擁有寮國最繁忙的機場瓦岱國際機場，於1999年開始運營。該縣還吸引了來自於日本的大量投資。